# Hans Rosenberg (Historiker)
Hans Willibald Rosenberg (* 26. Februar 1904 in Hannover; † 26. Juni 1988 in Kirchzarten) war ein deutsch-amerikanischer Historiker.

## Leben und Wirken

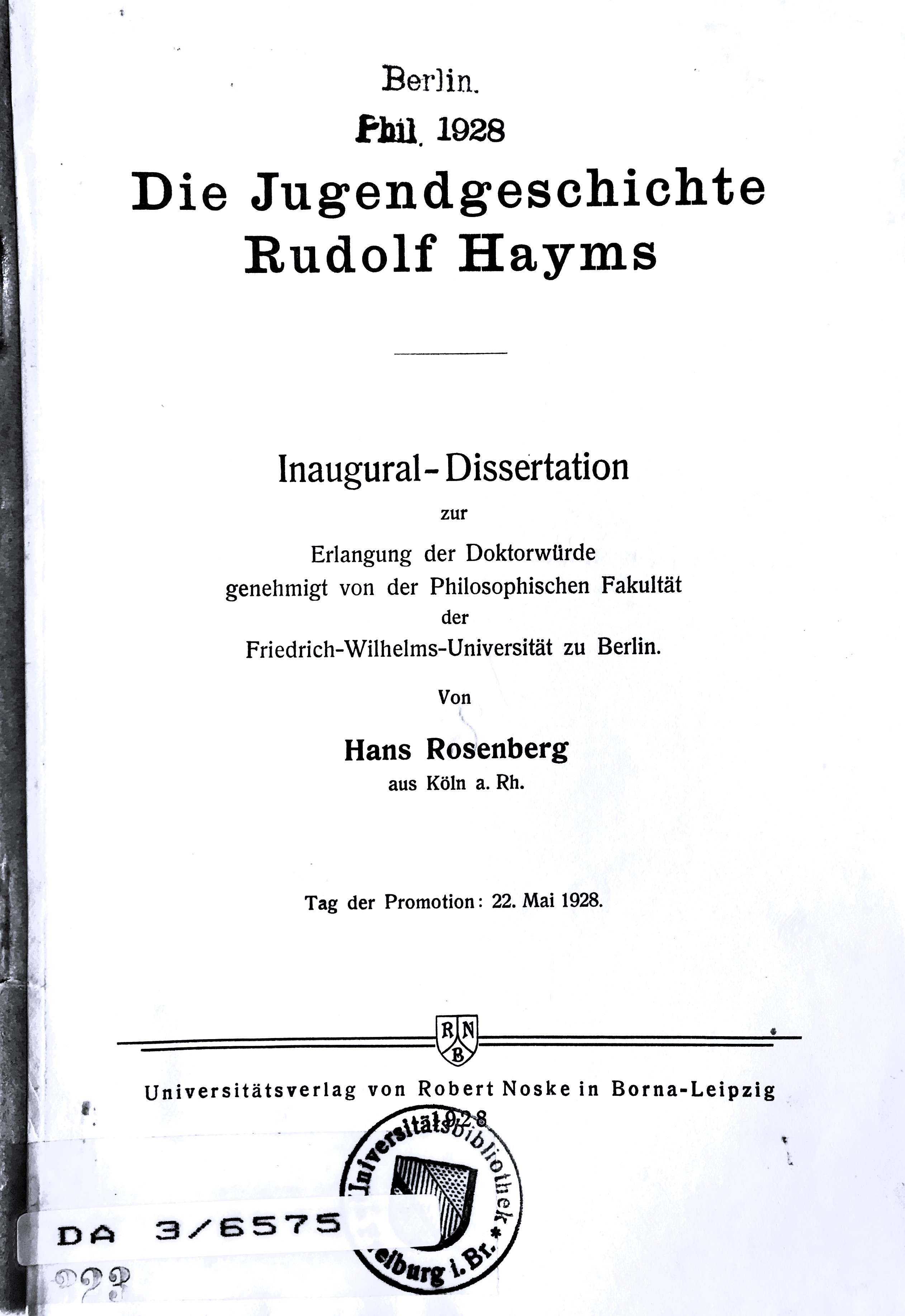
Deckblatt der Berliner Dissertationsschrift von 1928

Hans Rosenberg wurde als Sohn des aus Düsseldorf stammenden Kaufmanns Julius Rosenberg (1851–1918) und dessen Frau Martha, geb. Guthmann, in Hannover geboren. Sein Vater war jüdischer Abstammung, seine Mutter stammte aus einer preußischen Beamtenfamilie. Ab 1910 wuchs Rosenberg in Köln auf und wurde protestantisch erzogen. Er besuchte die Humboldtschule in Köln und anschließend das Realgymnasium in Köln-Nippes, an dem er das Abitur ablegte. Ab 1922 studierte Rosenberg Geschichte und Philosophie an den Universitäten Köln, Freiburg und Berlin. Zu seinen wichtigsten akademischen Lehrern gehörten Friedrich Meinecke, Erich Marcks, Albert Brackmann, Kurt Breysig, Ernst Perels, Gustav Roethe, Hans Rothfels, Werner Sombart und Johannes Ziekursch. Vor 1933 beschäftigte sich Rosenberg mit Arbeiten zur politischen Ideenwelt des deutschen Vormärz, darunter dem vielbeachteten Aufsatz Theologischer Rationalismus und vormärzlicher Vulgärliberalismus. Im Mai 1928 wurde er an der Friedrich-Wilhelms-Universität Berlin bei Meinecke über Die Jugendgeschichte Rudolf Hayms promoviert. Rosenberg habilitierte sich 1932 an der Universität zu Köln bei Ziekursch über Rudolf Haym und die Anfänge des klassischen Liberalismus. Seine Antrittsvorlesung fand – unmittelbar vor der Machtübernahme der Nationalsozialisten – im Januar 1933 statt.
Eine akademische Laufbahn im nationalsozialistischen Deutschland war für Rosenberg als „Halbjuden“ unmöglich. Daher musste er seine akademische Tätigkeit in Deutschland 1933 aufgeben und emigrierte im Jahre 1935 über England, Kanada und Kuba in die USA. 1936 fand er eine Anstellung am Liberal Arts College in Jacksonville, wo er zwei Jahre lang tätig war. Darauf folgten 21 Jahre Lehrtätigkeit am Brooklyn College in New York. Dort lehrte er europäische Sozial- und Wirtschaftsgeschichte seit dem Hochmittelalter sowie neuere deutsche Geschichte und verfasste mit Bureaucracy, aristocracy, and autocracy. The Prussian experience, 1660–1815 (1958) ein weiteres seiner einflussreichen Hauptwerke. Eine Rückkehr nach Deutschland scheiterte, obwohl es Ende der 1940er Jahre Gespräche über eine Berufung an die Universität Köln gab. 1959 wurde er an die University of California in Berkeley berufen und übernahm die Shepard-Professur für Geschichte. 1972 wurde er emeritiert.
Im Nachkriegsdeutschland verhalf Rosenberg jungen deutschen Historikern und Politikwissenschaftlern dazu, Anschluss an den neuesten internationalen Forschungsstand zu gewinnen und sich an der interdisziplinären Methodendiskussion zu beteiligen. Er trug entscheidend zur Öffnung der deutschen Geschichtswissenschaft gegenüber den Fragestellungen, Methoden und Modellen der systematischen Sozialwissenschaften in der Geschichtswissenschaft bei. 1977 kehrte Hans Rosenberg endgültig nach Deutschland zurück. Er wurde im selben Jahr zum Ehrendoktor der Universität Bielefeld und zum Honorarprofessor der Universität Freiburg ernannt. Sein zuerst 1958 erschienener Aufsatz Pseudodemokratisierung der Rittergutsbesitzerklasse wurde zum Leittext für die Forschung über die ostelbischen Junker.
Von der Friedrich-Ebert-Stiftung wird seit 2004 alle zwei Jahre der mit 5.000 Euro dotierte „Hans-Rosenberg-Gedächtnispreis“ an einen Nachwuchswissenschaftler für eine außergewöhnliche Forschungsleistung verliehen (2016 mit 4.000 Euro). Die Preisträger sind Stephan Malinowski (2004), Christian Nottmeier (2006), Norbert Götz (2008), Sebastian Ullrich (2010), Christiane Reinecke (2013), Birgit Hofmann (2016) und Moritz Fischer (2023).
Die Central European History Society (CEHS) vergibt jährlich den „Hans Rosenberg Book Prize“ für das beste englischsprachige Buch zur europäischen Geschichte in Nordamerika sowie den „Hans Rosenberg Article Prize“.

## Schriften (Auswahl)
Monographien
- Die Jugendgeschichte Rudolf Hayms. Noske, Leipzig-Borna 1928 (zugleich: Berlin, Universität, phil. Dissertation, vom 22. Mai 1928, Teildruck).
- Rudolf Haym und die Anfänge des klassischen Liberalismus (= Historische Zeitschrift. Beiheft. Bd. 31, ISSN 0342-5363). Oldenbourg, München u. a. 1933 (zugleich: Köln, Universität, Habilitationsschrift, 1932).
- Die Weltwirtschaftskrise von 1857–1859 (= Vierteljahrschrift für Sozial- und Wirtschaftsgeschichte. Beihefte. Bd. 30, ISSN 0341-0846). Kohlhammer, Stuttgart u. a. 1934 (2. Auflage unter dem Titel: Die Weltwirtschaftskrise 1857–1859. Mit einem Vorbericht (= Kleine Vandenhoeck-Reihe 1396). Vandenhoeck & Ruprecht, Göttingen 1974, ISBN 3-525-33359-5).
- Bureaucracy, aristocracy, and autocracy. The Prussian experience 1660–1815 (= Harvard Historical Monographs. Bd. 34, ZDB-ID 255018-0). Harvard University Press, Cambridge MA 1958.
- Große Depression und Bismarckzeit. Wirtschaftsablauf, Gesellschaft und Politik in Mitteleuropa (= Veröffentlichungen der Historischen Kommission zu Berlin beim Friedrich-Meinecke-Institut der Freien Universität Berlin. Bd. 24, ISSN 0440-9663 = Publikationen zur Geschichte der Industrialisierung. Bd. 2). de Gruyter, Berlin 1967.
- Probleme der deutschen Sozialgeschichte (= Edition Suhrkamp. es 340, ISSN 0422-5821). Suhrkamp, Frankfurt am Main 1969.
- Politische Denkströmungen im deutschen Vormärz (= Kritische Studien zur Geschichtswissenschaft. Bd. 3). Vandenhoeck & Ruprecht, Göttingen 1972, ISBN 3-525-35953-5.
- Machteliten und Wirtschaftskonjunkturen. Studien zur neueren deutschen Sozial- und Wirtschaftsgeschichte (= Kritische Studien zur Geschichtswissenschaft. Bd. 31). Vandenhoeck & Ruprecht, Göttingen 1978, ISBN 3-525-35985-3.

Herausgeberschaften
- Rudolf Haym: Hegel und seine Zeit. Vorlesungen über Entstehung und Entwicklung, Wesen und Wert der Hegel'schen Philosophie. 2., um unbekannte Dokumente vermehrte Auflage, Heims, Leipzig 1927.
- Ausgewählter Briefwechsel Rudolf Hayms (= Deutsche Geschichtsquellen des 19. Jahrhunderts. Bd. 27, ZDB-ID 17901-2). Deutsche Verlags-Anstalt, Stuttgart u. a. 1930.
- Die nationalpolitische Publizistik Deutschlands. Vom Eintritt der Neuen Ära in Preußen bis zum Ausbruch des Deutschen Krieges. Eine kritische Bibliographie (= Veröffentlichungen der Historischen Reichskommission). 2 Bände. Oldenbourg, München u. a. 1935.